# Crateranthus
Crateranthus là một chi thực vật có hoa trong họ Lecythidaceae.

## Loài
Chi Crateranthus gồm các loài: